# 东莞市东华高级中学
东华高级中学，简称东华，是一所位于广东省东莞市的民办全日制寄宿高级中学。

## 简介
东华高级中学成立于2001年8月，由东华教育集团举办，是一所全日制寄宿制普通高中，东莞市教育局直属学校。学校分东城校区和松山湖（生态园）校区。东城校区校园占地面积250亩，建筑面积155312.2平方米；生态园校区占地200亩。

## 成绩与荣誉
| 东华高级中学高考成绩 | 东华高级中学高考成绩 | 东华高级中学高考成绩 | 东华高级中学高考成绩               |
| -------------------- | -------------------- | -------------------- | ---------------------------------- |
| 年份                 | 录取院校             | 录取院校人数         | 全省排名区间及人数                 |
| 2011年               | 北京大学             | 6                    | 文科前40名占5名                    |
| 2011年               | 清华大学             | 3                    | 文科前40名占5名                    |
| 2011年               | 中山大学             | 58                   | 文科前40名占5名                    |
| 2011年               | 香港大学             | 1                    | 文科前40名占5名                    |
| 2011年               | 中国人民大学         | 4                    | 文科前40名占5名                    |
| 2011年               | 浙江大学             | 6                    | 文科前40名占5名                    |
| 2011年               | 复旦大学             | 1                    | 文科前40名占5名                    |
| 2011年               | 上海交通大学         | 2                    | 文科前40名占5名                    |
| 2011年               | 南京大学             | 5                    | 文科前40名占5名                    |
| 2013年               | 北京大学             | 6                    | 理科前10名占1名； 文科前10名占1名  |
| 2013年               | 清华大学             | 10                   | 理科前10名占1名； 文科前10名占1名  |
| 2014年               | 北京大学             | 16                   | 理科前50名占6名； 文科前50名占10名 |
| 2014年               | 清华大学             | 11                   | 理科前50名占6名； 文科前50名占10名 |
| 2014年               | 中山大学             | 104                  | 理科前50名占6名； 文科前50名占10名 |
| 2014年               | 香港大学             | 2                    | 理科前50名占6名； 文科前50名占10名 |
| 2014年               | 中国人民大学         | 9                    | 理科前50名占6名； 文科前50名占10名 |
| 2014年               | 浙江大学             | 7                    | 理科前50名占6名； 文科前50名占10名 |
| 2014年               | 复旦大学             | 4                    | 理科前50名占6名； 文科前50名占10名 |
| 2014年               | 上海交通大学         | 7                    | 理科前50名占6名； 文科前50名占10名 |
| 2014年               | 南京大学             | 6                    | 理科前50名占6名； 文科前50名占10名 |
| 2015年               | -                    | -                    | 理科前10名占3名； 文科前10名占5名  |
| 2016年               | -                    | -                    | 理科前50名占4名； 文科前50名占4名  |
| 2017年               | -                    | -                    | 理科前10名占1名； 文科前10名占3名  |

## 争议
东华高级中学以优异的高考成绩而闻名于市内。但因多次发生学生坠楼事件，外界多认为其成绩的优异来源于巨大的压力。
- 2010年1月14日凌晨，东华高级中学一名高一男生从宿舍楼4楼跳下身亡。东华高级中学副校长汪紫云對媒体将事件原因归咎于学校問題不滿，並表示不接受媒體採訪。[20]

- 2015年11月6日晚，东华高级中学一名高二女生从学校教学楼跳下身亡。学校负责人声称：“即便学校一年少考了几个清华、北大等名校也没有多大的关系，最主要是让孩子们在学校健康成长，将来做一个幸福的人！”[21]

- 2016年11月20日晚，东华高级中学一名高二女生从学校实验楼跳下身亡。学校走廊防护栏被家长质疑并未达标。[22][23]